# Zilvergibbon

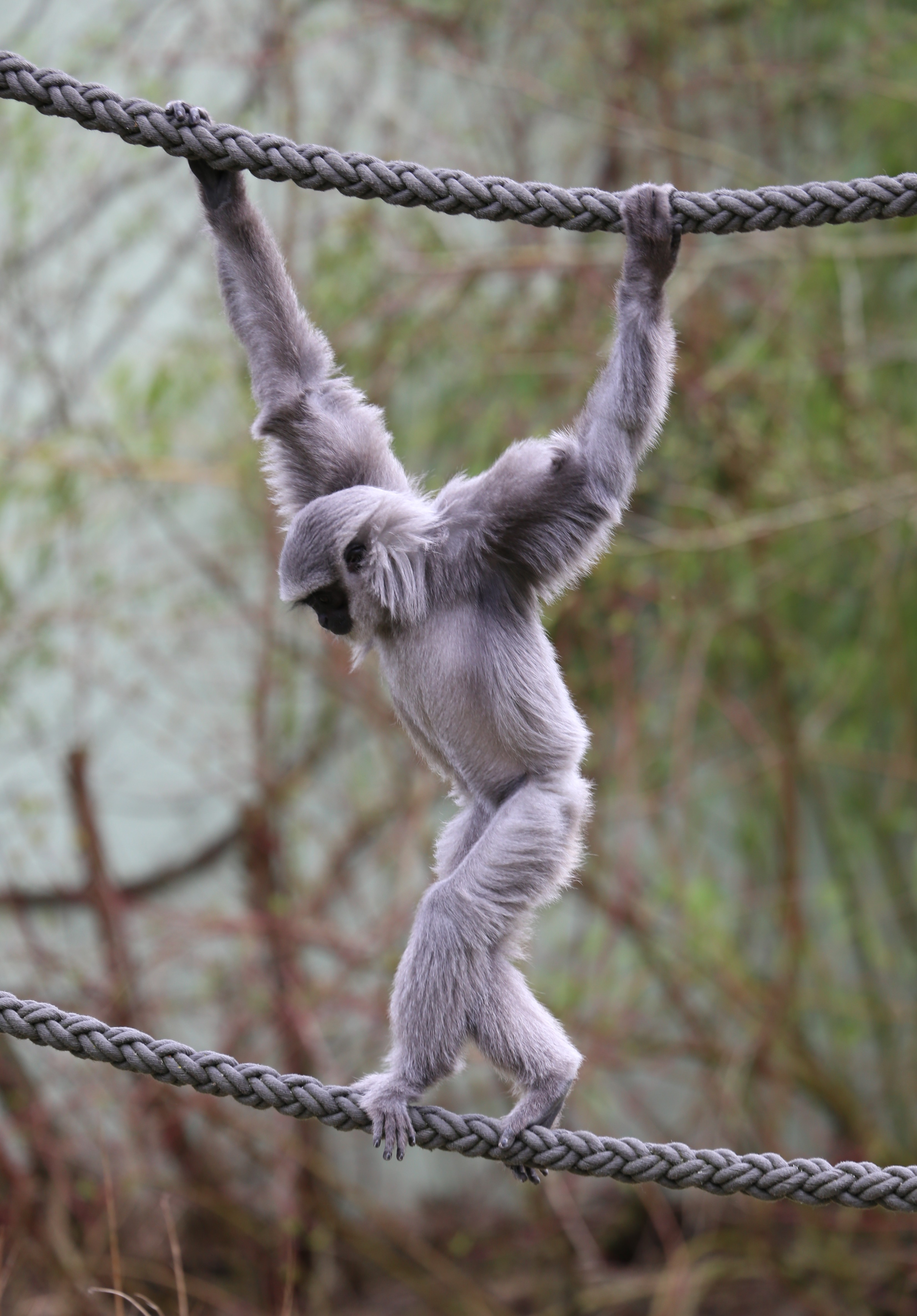

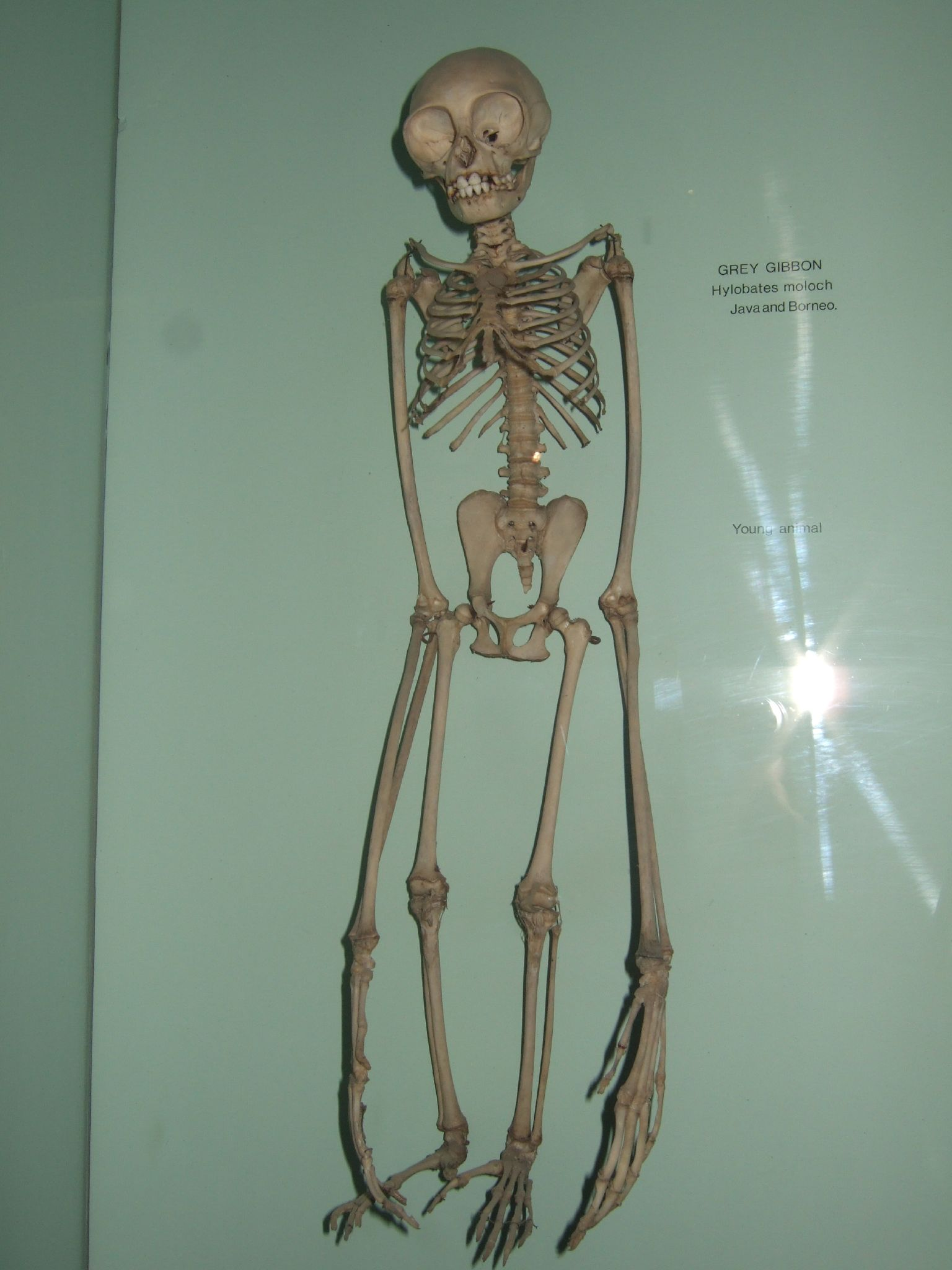
skelet

De zilvergibbon (Hylobates moloch), ook wel grijze gibbon, Javaanse gibbon of wau-wau genoemd, is een in paren levende kleine mensaap, die uitsluitend voorkomt in midden- en westelijk Java. Het is de meest zuidelijk voorkomende soort gibbon en leeft in de boomkronen van het tropische regenwoud. De zilvergibbon heeft een egaal zilvergrijze tot blauwgrijze vacht met een donkerdere kruin en borst. Hij wordt 45 tot 64 centimeter lang en 5,6 tot 7,2 kilogram zwaar. Net als andere mensapen heeft de zilvergibbon geen staart. Het dier kan het gemakkelijkst onderscheiden worden van andere kleine mensapen door zijn lange zilvergrijze vacht en omdat het mannetje en het vrouwtje samen geen duetten zingen. Deze soort wordt bedreigd door habitatverlies en de illegale handel in wilde dieren en staat op de Rode Lijst van Bedreigde Soorten van de IUCN als "Bedreigd".

## Beschrijving
Volwassen mannetjes en vrouwtjes verschillen licht maar opvallend in uiterlijk, lichaamsmassa en gebit. Volwassenen hebben een lange en dichte, zilvergrijze vacht. De twee vrouwtjes die ooit zijn gewogen waren 5,6 en 6,2 kg, de vier mannetjes varieerden van 5,8 tot 7,2 kg. De vacht kan een wollige textuur hebben en is meestal effen van kleur. Het is echter zwart in het genitale gebied en rond de anus. Een haarpluk in de schaamstreek ontbreekt. Vrouwtjes kunnen een donkergrijze borstvlek hebben die taps toeloopt naar de buik. Er is een klierveld aanwezig in de huid van de borst, maar niet in de oksels of liezen. Handpalmen en voetzolen, evenals de eeltplekken op de billen, zijn naakt. Het gezicht is ook naakt, behalve ongeveer 60 korte snorharen rond de mondstreek. Alle zichtbare delen van de huid zijn uniform zwart. De iris van het oog is donker amberkleurig, terwijl de harde oogrok donkerbruin lijkt.
De haarlengte varieert afhankelijk van de plaats op het lichaam. Het is het langst op de bovenarm, over de oren en het achterhoofd en tussen de schouders, en kan daar tot 7 cm lang worden. Bij oudere volwassenen kan dit resulteren in een prominente halfronde grijze krans langs de rand van het hoofd. Deze krans omlijst het gezicht aan de voorkant en rust aan de achterkant op de nek. Het haar op de kruin van de hoofdhuid is doorgaans donkergrijs tot zwart en groeit waaiervormig vanaf de voorkant, waardoor een min of meer goed afgebakende kap ontstaat. De opvallendheid van de kap verschilt tussen individuen en lijkt niet te variëren binnen het verspreidingsgebied. De kap is vaag bij sommige individuen, waardoor ze meer lijken op H. abbotti. De kap is meestal donkerder bij vrouwtjes. Het gezicht wordt omlijst door een zwakke lichtgrijze tot witte gezichtsring. Vrij vaak is er alleen een scherp taps toelopende wenkbrauwstreep aanwezig die lichter kan zijn dan de rest van de gezichtsring en een naar voren wijzende sikje op de kin bij beide geslachten. De kleur van de vacht van de zilvergibbon verandert gedurende de jeugd. Baby's worden geboren met een lichte huid en hebben aanvankelijk een blekere vacht dan die van volwassenen. Hun vacht is crèmekleurig tot beige-grijs en de kap is minder opvallend dan bij oudere juvenielen en volwassenen.

### Bewegingsapparaat
Gibbons hebben sterk verlengde armen en handen, die helpen bij het armslingeren (brachiatie). Het schoudergewricht van deze dieren is beweeglijker dan dat van alle andere primaten, inclusief mensen. De spiermassa is sterk geconcentreerd bij het lichaam, terwijl de pezen die de kracht overbrengen om de gewrichten in de elleboog, pols en vingers te bewegen heel lang zijn. Dit versterkt de werking van het lichaam als het gewicht van een slinger en helpt het opslaan van energie tijdens de slingerbeweging. De individuele vingerkootjes van de vingers zijn langwerpig en gebogen voor een betere grip tijdens het slingeren en klimmen. De goed ontwikkelde duim is zeer beweeglijk en gescheiden van de handpalm door een diepe spleet die reikt tot de basis van het eerste middenhandsbeentje. In tegenstelling tot wat je zou verwachten gezien hun langwerpige handen en vingers, kunnen kleine mensapen heel precies voorwerpen vastpakken. Dat doen ze meestal door de duim tegen de zijkant van de wijsvinger te drukken. De voeten zijn ook goed aangepast om te grijpen en weerspiegelen de bouw van de handen. Ze hebben gebogen tenen en een diepe spleet tussen de opponeerbare grote teen en de resterende tenen. Ze kunnen ook worden gebruikt voor het manipuleren van objecten.

### Spijsverteringsstelsel
Er zijn geen opvallende specialisaties met betrekking tot voedselverwerking en -vertering in de zilvergibbon. Het maag-darmstelsel komt overeen met het grondpatroon bij apen en de blindedarm heeft een duidelijk afgebakend wormvormig aanhangsel.

### Zintuigen
De afgeleide bouw van het evenwichtsorgaan van de kleine mensapen vergemakkelijkt hun snelle en wendbare voortbeweging. De halfcirkelvormige kanaaltjes zijn dunner en groter. Alle kleine mensapen kunnen rood, groen en blauw uitstekend onderscheiden en de golflengtes waarvoor de verschillende opsines in het netvlies gevoelig zijn lijkt op die van andere apen van de oude wereld met inbegrip van mensen.

### Anatomie
Schedels van gibbons hebben zeer prominente wenkbrauwbogen en relatief zwakke kaken met kleine tanden. De gebitskenmerken van de zilvergibbon zijn opmerkelijk primitief. In overeenstemming met het grondpatroon bij de apen van de oude wereld, is de tandformule van de volwassen zilvergibbon 2.1.2.32.1.2.3 × 2 = 32, dat wil zeggen twee snijtanden, een hoektand, twee valse kiezen en drie ware kiezen in elke helft van de bovenkaak, en diezelfde elementen in de onderkaak. Dit is identiek aan de elementen van het gebit van de mens. Slechts zeer zelden ontbreken de verstandskiezen in de boven- of onderkaak. Bovendien zijn ze bijna altijd net zo groot als de overige kiezen en is het aantal knobbels gelijk, een kenmerk waarin de zilvergibbon zich onderscheidt van alle andere gibbons behalve de zwartkoplar. Uniek binnen het geslacht Hylobates, zijn ook de groeven in de kiezen als bij gemeenschappelijke voorouder van alle mensapen, het zogenoemde Dryopithecus-patroon. Steevast is er een goed ontwikkelde tandwortel aanwezig aan de binnenkant van de bovenste ware kiezen, terwijl deze in wisselende mate is gedegradeerd bij andere soort gibbon. Extra knobbels komen vaak voor op de onderste, maar niet op de bovenste ware kiezen. Zowel vrouwtjes als mannetjes hebben dolkachtige, langwerpige bovenste hoektanden die voortdurend worden gescherpt door het slijpen aan de gespecialiseerde eerste valse kies. Vrouwtjes hebben in vergelijking met mannetjes een kortere hersenpan met een meer uitgesproken kromming van de schedelboog aan de zijkant van het hoofd, smallere oogkassen, kortere kaken en slankere jukbeenbogen. De schedelinhoud was respectievelijk 113 en 98 cm3 bij één gevangen mannetje en vrouwtje. Het slanke maar compacte strottenhoofd van de zilvergibbon verschilt opmerkelijk van dat van de withandgibbon en de zwartkoplar. Lichaamsverhoudingen bij de zilvergibbon zijn typerend voor het geslacht. Hylobates-soorten hebben iets massievere achterpoten dan andere kleine mensapen in verhouding tot hun lichaamsgrootte en relatief minder lange armen dan kuifgibbons en siamangs. De armen zijn bijna 30% langer dan de benen. De wervelkolom varieert wat, maar bestaat ongeveer uit 33 wervels in totaal: 7 nekwervels, 13 borstwervels, 5 lendenwervels, 5 heiligbeenwervels en 3 staartwervels. Bij mannetjes ontwikkelt zich geen echt scrotum, in plaats daarvan bevinden de testikels zich in holtes boven de basis van de penis. Mannetjes hebben een klein penisbeen (4,5 mm), terwijl vrouwtjes geen clitorisbeen hebben.

### Ontwikkeling en groei
Het geboortegewicht van zilvergibbonbaby's is ongeveer 375 g. Na ongeveer 22 maanden worden ze gespeend. Tijdens de groei ondergaan de jongen doorgaans een opvallende verandering van de vachtkleur. Zuigelingen worden geboren met een lichte huid en hebben aanvankelijk een lichtere vacht dan volwassenen. In het begin zijn ze crèmekleurig tot beigegrijs en de bovenkant van het hoofd steekt doorgaans minder af dan de kap van volwassenen. Vrouwtjes kunnen van een leeftijd van ongeveer 5 jaar een donkere borstvlek ontwikkelen, aanvankelijk vooral in het midden van de borst. Vanaf ongeveer een jaar oud beginnen de jongen zich verder van hun moeder te bewegingen. Tot 100% van de jongen bereikt een leeftijd van 4 jaar, maar ongeveer een derde sterft vervolgens voor de leeftijd van 7 jaar, vermoedelijk als gevolg van predatie. Adolescenten vertonen een piek van solo- en sociaal spel op ongeveer 5-7 jarige leeftijd. Daarna beginnen ze zich steeds meer te verwijderen van de rest van de familie, met name van ouders van hetzelfde geslacht. In dit stadium worden ze ook het minst verzorgd door andere individuen binnen familieleden. Op een leeftijd van ongeveer 9 jaar verwijderen de dieren zich van hun geboortegroep en vestigen ze territoria of vervangen ze bewoners van hetzelfde geslacht binnen gevestigde paren. In gevangenschap krijgen de vrouwtjes hun eerste kind op een gemiddelde leeftijd van ongeveer 9 jaar. Een in het wild gevangen vrouwtje dat werd gehouden in de Assiniboine Park Zoo in Winnipeg, Canada bereikte een leeftijd van 47 jaar. In het Gunung Halimun-Salak National Park planten vrouwtjes van ongeveer 30 jaar oud zich nog steeds voort.

### Verschillen met verwante soorten
De zilvergibbon wordt vooral gekenmerkt door een lange, zilvergrijze vacht bij beide geslachten. De bovenkant van de kop is een donkere waaier van haar en een zwakke witte gezichtsring loopt door in een naar voren uitstekende witte sik bij de kin. De zang van het vrouwtje is afwijkend en kenmerkend voor de soort. Uiterlijk kan de zilvergibbon verward worden met Hylobates abbotti uit westelijk Borneo. De vachtkleur van H. abbotti is middelgrijs of muisgrijs tot lichtbruin en doffer dan bij de zilvergibbon. Bovendien is vaak, hoewel niet altijd, de bovenkant van de kop niet donkerder. De vacht van H. abbotti is over het algemeen korter, maar langer over de oren en deze soort heeft niet de witte sik van zijn Javaanse verwant. Bovendien verschillen de twee soorten in vorm van de tanden, die meer is afgeleid bij de Borneaanse gibbonsoort. Het is bijna onmogelijk om babies en jongen van beide soorten te onderscheiden. In het wild is het echter makkelijk te bepalen dat het om een zilvergibbon gaat, aangezien het de enige kleine mensaap is die op Java voorkomt.

### Chromosomen
De zilvergibbon heeft 22 paar homologe chromosomen (2n=44). Dat aantal is identiek aan de andere soorten gibbon, maar verschilt van het aantal bij elk van de andere drie geslachten kleine mensaap (Nomascus 2n = 52, Symphalangus 2n = 50 en Hoolock 2n = 38).

## Taxonomie
In zijn standaardwerk Systema naturae uit 1758 onderscheidde Carl Linnaeus vier geslachten in de orde Primates: Homo, Simia, Lemur en Vespertilio. Veel soorten die aanvankelijk in het geslacht Simia waren geplaatst, werden later verdeeld over veel nieuwe geslachten. Uiteindelijk bleef de naam Simia over omdat onduidelijk was welke soort als het type van de geslachtsnaam moest worden beschouwd. Daarom is Simia door de International Commission on Zoological Nomenclature onderdrukt in 1929. De geslachtsnaam Hylobates werd voor het eerst gebruikt in 1811 door Johann Karl Wilhelm Illiger om de withandgibbon, die van Linnaeus in 1771 de naam Homo lar had gekregen, een eigen geslacht te geven.
De zilvergibbon is voor het eerst in 1791 wetenschappelijk beschreven door Anton August Heinrich Lichtenstein, die het dier de naam Simia nanodes gaf. Deze naam werd echter in het midden van de 19de eeuw niet meer gebruikt en is daarom aangewezen als nomen oblitum. In 1797 gaf de Franse illustrator en natuurhistoricus Jean-Baptiste Audebert de naam Simia moloch aan een collectie afkomstig van Gunung Salak in westelijk Java, die tot nomen protectum is verheven. De Franse natuuronderzoeker Georges Cuvier beschreef in 1798 een dier dat was verzameld in de omgeving van Batavia die hij Simia cinerea noemde. Vermoedelijk in 1799 kreeg de zilvergibbon de naam Simia leucisca in het overzichtswerk Die Säugethiere in Abbildungen nach der Natur mit Beschreibungen van Johann Christian von Schreber. In 1804 plaatste de Franse priester en entomoloog Pierre André Latreille het dier beschreven door Cuvier in het geslacht Pithecus en creëerde zo de naam Pithecus cinereus. In het reisverslag Voyage aux Indes orientales et à la Chine uit 1806 van Pierre Sonnerat wordt de naam Simia hirsuta toegeschreven aan Forster, maar zonder omschrijving, zodat het hier gaat om een nomen nudum. Étienne Geoffroy Saint-Hilaire plaatste het door Von Schreber beschreven dier in 1812 in het geslacht Pithecus en maakte zo de nieuwe combinatie Pithecus leuciscus. In 1816 plaatste de Duitse natuurhistoricus Lorenz Oken de soort in het geslacht Satyrus, zodat de combinatie Satyrus leuciscus werd gevormd. Deze naam was echter niet meer beschikbaar nadat Latreille die in 1810 al had gebruikt voor een geslacht dagvlinders. In 1820 plaatste Heinrich Kuhl de zilvergibbon in het geslacht Hylobates en maakte zo de combinatie Hylobates leuciscus. Gilbert Thomas Burnett plaatste de soort in 1828 in het geslacht Cheiron waarmee de combinatie Cheiron leuciscus ontstond.
In 1834 maakte Geoffroy Saint-Hilaire een schrijffout in de naam van Von Schreber en creëerde zo de combinatie Hybolates leusiscus. In een publicatie van de Amerikaanse zoöloog John Edward Gray uit 1861 wordt de naam geschreven als Hylobates leucurus. De Duitse zoöloog Paul Matschie beschreef in 1893 van Java de soort Hylobates javanicus. Reginald Innes Pocock was in 1927 van mening dat de zilvergibbon een ondersoort is van de withandgibbon en gaf de naam Hylobates lar leuciscus. In zijn revisie uit 1929 is Cecil Boden Kloss van mening dat de zilvergibbon en Hylobates abbotti ondersoorten zijn en hij maakt daarmee de naam Hylobates cinereus cinereus. In 1934 wordt de huidige wetenschappelijke naamcombinatie Hylobates moloch gebruikt door de Belgische zoöloog Serge Frechkop. Frederick Nutter Chasen corrigeert de naam van Boden Kloss en maakt daarmee de combinatie Hylobates moloch moloch. De Nederlandse zoogdier- en landbouwkundige Henri Jacob Victor Sody onderscheidde in 1949 twee vormen van de zilvergibbon, maar beschouwde beide als ondersoort van de withandgibbon en noemde deze Hylobates lar moloch en Hylobates lar pongoalsoni. In 1999 meenden J. Supriatna, N. Andayani, M. Forstner en D.J. Melnick op grond van verschillen in het DNA dat een onderscheid bevestigen tussen de ondersoort van westelijk Java en die van centraal Java (Gunung Slamet), en maakten daarom de nieuwe combinatie Hylobates moloch pongoalsoni. Latere studies neigen ertoe geen ondersoorten te onderscheiden omdat de verschillen in uiterlijk en DNA overlappen en voor het veronderstelde verschil in de zang geen documentatie beschikbaar is.
De zilvergibbon is ingedeeld in de orde Primates, onderorde Haplorrhini, infraorde Simiiformes, parvorde Catarrhini, superfamilie Hominoidea, familie Hylobatidae en geslacht Hylobates.

### Naamgeving
De geslachtsnaam Hylobates is afgeleid van het Oudgrieks ὑλοβάτης en betekent "boswandelaar". De soortnaam moloch verwijst naar de mythische figuur uit het Oude Testament en past in de traditie om primaten te vernoemen naar mythische mensachtige wezens. De volledige naam kan worden vertaald als "demonische boswandelaar". In het Indonesisch wordt het dier Owa jawa genoemd, en Silvery gibbon of Javan gibbon in het Engels.

### Verwantschap
Vergelijking van homoloog DNA bij verwante soorten laat zien dat de zilvergibbon het meest verwant is aan de dwergsiamang, die voorkomt op de Mentawai-eilanden ten westen van Sumatra. Hoewel de dwergsiamang helemaal zwart is en dus niet erg doet denken aan de zilvergibbon, zingen alleen bij deze twee soorten de vrouwtjes en mannetjes geen duetten. Deze twee soorten, zijn nauw verwant aan de resterende zuidelijke Hylobates-soorten van Borneo (Witbaardgibbon, Borneogibbon) en Sumatra (Oenka), waarvan ze zich in de loop van het Late Plioceen hebben afgesplitst.

## Gedrag
Gemiddeld spenderen wilde volwassen zilvergibbons 36% van hun tijd aan eten, 41% aan rusten en 14% aan verplaatsingen, en dit verandert niet wezenlijk gedurende het jaar. Het is misschien niet verrassend dat in gevangenschap drachtige en zogende vrouwtjes meer rusten dan normaal. Een enkele volwassen gevangen mannetje sliep gemiddeld ongeveer 12 uur per nacht. Gezinsgroepen zijn territoriaal en hebben vaak conflicten met andere groepen aan de grens van hun gebied. De dieren leggen afstanden af van ongeveer 800–1.400 m per dag. Over het algemeen hebben de groepen een kleiner territorium dan verwacht op basis van hun dagelijkse bewegingen, waardoor ze goed verdedigd kunnen worden. De zilvergibbon kan zijn leefgebied zelfs meerdere keren per dag doorkruisen. De beweging varieert echter niet afhankelijk van de grootte van het leefgebied en er zijn geen seizoensgebonden verschillen in de dagelijkse afgelegde afstanden. Wilde gibbons slapen in een zittende positie op kale takken. De zilvergibbon wisselt elke nacht van slaapboom en geeft de voorkeur aan hoge bomen, hetgeen verband kan houden met het vermijden van roofdieren. Bovendien slaapt het dier liever niet in de buurt van plaatsen waar recente conflicten hebben plaatsgevonden tussen groepen.

### Geluid
Van alle soorten kleine mensapen is bekend dat ze stereotiepe, uitgebreide series van langeafstandsgeluiden produceren die 'liederen' worden genoemd, vooral in de vroege ochtenduren. De structuur van de liederen is soort- en vaak geslachtsspecifiek en is grotendeels genetisch bepaald. Meestal voeren mannetjes en vrouwtjes binnen een gebonden paar hun liederen synchroon uit als een duet. Echter, zilvergibbons, samen met zijn verwant, de dwergsaimang, zijn de enige gibbons die geen duetten zingen. In plaats daarvan zingen beide geslachten uitsluitend solo-liederen, hoewel mannetjes maar heel zelden zingen. Het blijft onbekend waarom deze twee soorten het duetten hebben opgegeven ten gunste van solo-liederen.

### Voortbeweging
De zilvergibbon leeft voornamelijk in het bladerdak van het bos. Net als alle andere kleine mensapen beweegt hij voornamelijk (ongeveer driekwart van de tijd) door aan een arm te slingeren en dan op het verste punt over te pakken met de andere arm (brachiatie of armzwaaien). Daarbij kan het dier pas loslaten als al is overgepakt, maar ook door los te laten en een stuk te zweven voordat de ander hand om een tak wordt gehaakt zonder de duim te gebruiken. Verder wordt een kwart van de tijd gesprongen. Zelden wordt er geklommen (2%) of bovenop de takken gelopen op beide benen. Op de grond of op grote takken loopt de zilvergibbon bij voorkeur alleen met de benen. Net als mensen hebben kleine mensapen een lange achillespees die de opslag van elastische energie mogelijk maakt. Toch hebben hun voeten, anders dan mensen, vlakke zolen en een flexibele middenvoet die het grijpen vergemakkelijkt. Bij het rechtop lopen worden de knie- en heupgewrichten niet volledig gestrekt.
Beide geslachten verlaten het territorium van hun ouders wanneer ze de geslachtsrijpheid bereiken. Nakomelingen worden vaak aangetroffen in een eerder leegstaand gebied dicht bij hun geboortegebied of vervangen een reproductief individu in een naburige groep. De territoria van familiegroepen variëren van 10 tot 40 ha tussen deelpopulaties. Deze variaties in de grootte van het leefgebied kunnen verband houden met verschillen in hoogte, algemene boomdichtheid en voedselboomdichtheid. Territoria overlappen over het algemeen gedeeltelijk met andere groepen, meestal tussen de 10 en 15%.

### Voedsel
Wilde zilvergibbons zijn overwegend fruiteters, waarbij vruchten ongeveer 65% van hun dieet uitmaken. Ongeveer de helft van al het geconsumeerde fruit zijn vijgen. Hoewel vijgen niet worden beschouwd als voorkeursvoedsel bij veel gibbonsoorten, consumeert de zilvergibbon meer vijgen dan je zou verwachten op basis van de beschikbaarheid verschillende fruitsoorten in het bos. Naast fruit eten zilvergibbons ook bladeren, bloemen en geleedpotigen. Jonge bladeren worden in hun geheel gegeten, terwijl alleen de bladschijf van oudere bladeren wordt gegeten nadat ze van de centrale nerf zijn gescheurd. Jonge bloemen worden ook in hun geheel gegeten. Op oudere bloemen wordt vaak een tijdje worden gekauwd en uiteindelijk uitgespuugd. Af en toe eten de dieren ook honing uit honingraten, mineralen-houdende grond en vogeleieren. Voedselzoeken vindt meestal plaats in het bladerdak op minstens 10 m boven de bosbodem, en de dieren besteden hier ongeveer 70% van de wakkere uren aan. Zilvergibbons drinken water door hun handen in boomgaten te steken en het druppelende water daarna op te likken, en sommige onvolwassen exemplaren steken hun hoofd rechtstreeks in een boomgat om te drinken. Verder wordt er in het wild geen water gedronken.
in Gunung Halimun-Salak National Park zijn Ficus sinuata, F. punctata, F. recurva (Moraceae), Callicarpa pentandra (Lamiaceae) en Sandoricum koetjape (Meliaceae) belangrijke voedselbronnen (elk goed voor meer dan 5% van de voedertijd). In Ujung KulonDe zijn de belangrijke voedselplanten echter Dracontomelon dao (Anacardiaceae), Artocarpus elasticus (Moraceae), Dillenia excelsa (Dilleniaceae), Garcinia dioica (Clusiaceae) en Planchonia valida (Lecythidaceae).
Zilvergibbons eten meer fruit en minder jonge bladeren tijdens het natte seizoen dan tijdens het droge seizoen. De afstand die ze moeten afleggen om voldoende voedsel te hebben en de samenstelling van het dieet is afhankelijk van de seizoensgebonden beschikbaarheid van fruit en bloemen. De dieren herinneren zich wanneer individuele bomen vrucht dragen en gebruiken hun ruimtelijk geheugen om te foerageren. Ze bezoeken bomen vaker als als exemplaren van dezelfde soort vrucht dragen. Dit gedrag treedt echter op ongeacht de smate waarin de boomsoort op hetzelfde moment in het jaar vruchten dragen, mogelijk omdat hun favoriete fruitbomen in dit gebied, vijgen, geen vruchtsynchronie vertonen.

### Voortplanting
Deze soort plant zich het hele jaar door voort en geboortes vinden even vaak plaats in de seizoenen. De copulatie vindt plaats met het mannetje achter het vrouwtje terwijl het bekken heen en weer beweegt. Bij de zilvergibbon is het wisselen van partner, zoals bij beide geslachten van andere kleine mensapen, nog niet waargenomen. Paarbanden lijken stabieler te zijn bij deze soort en kunnen tientallen jaren duren. Evenzo lijkt paring met andere individuen dan de partner bij andere gibbons, zoals de withandgibbon, afwezig te zijn bij de zilvergibbon.
Zoals bij alle apen en spookdiertjes vindt de ovulatie spontaan plaats, dat wil zeggen zonder trigger, ongeveer elke maand en met menstruatie. De gemiddelde cyclus, berekend als dagen tussen menstruatiebloedingen of seksuele zwelling van de vulva, is 26 tot 27 dagen. Gevangen vrouwtjes hebben hun eerste menstruatie op een leeftijd tussen 6 en 7 jaar. Hoewel seksuele zwellingen bij gibbons veel minder uitgesproken zijn dan bij primaten met een naakte seksuele huid, zoals makaken of chimpansees, zijn ze opvallend genoeg om visueel te worden gedetecteerd. Tijdens de zwelling wordt een gebied van ongeveer 10 cm2 rond de vulva roze. Deze zwelling blijft gedurende de gehele draagtijd van ongeveer 210 dagen in stand. Bij gevangen zilvergibbons worden de jongen gemiddeld geboren met een interval van 2,3 jaar wanneer de jongen overleven, en 1 jaar wanneer de jongen tijdens of kort na de geboorte sterven. In het wild is het gemiddelde interval tussen de geboortes 3,5 tot 4 jaar en vinden de geboortes gelijkmatig over het jaar plaats. Van een vrouwtje in het wild wordt verwacht dat ze maximaal ongeveer zeven jongen krijgt in haar leven.

### Verzorging
Directe ouderlijke zorg bij gibbons wordt meestal door de moeder verleend. Vrouwtjes van de zilvergibbon dragen hun nageslacht ongeveer 1 jaar en tolereren ook dat baby's in het wild voedsel uit hun handen of mond nemen. Conflicten tussen ouder en nageslacht zijn ontspannen, waarschijnlijk vanwege hun langzame groei. Vaders zorgen indirect voor hun nageslacht door territoriumbehoud, spelen en verzorgen. In het wild verzorgen vaders hun partners en nageslacht vaker dan andersom. Jongen blijven korter bij hun vader dan bij hun moeder, nadat ze zelfstandiger zijn geworden in hun bewegingsvrijheid, samen op zoek gaan naar voedsel en bij voorkeur naast hun vader slapen.

## Verspreiding en habitat
De zilvergibbon leeft uitsluitend op het Indonesische eiland Java. Hij komt voor in de altijd groene regenwouden van de provincies Banten, West- en Midden-Java. Hoewel de temperaturen in deze streken het hele jaar door stabiel zijn, vertoont de regenval seizoensvariatie. Neerslagpatronen zijn typisch in het Gunung Halimun-Salak National Park in West-Java, een kort droog seizoen tussen juni en september (met minder dan 200 mm neerslag per maand) en een nat seizoen van oktober tot december (met meer dan 400 mm per maand). Java is een van de meest bevolkte gebieden ter wereld en heeft meer dan 90% van zijn oorspronkelijke bossen verloren, waarbij de resterende bosgebieden gefragmenteerd zijn. Daardoor komt de zilvergibbon voor in een aantal niet-verbonden regenwoudgebieden, waaronder in beschermde gebieden, maar ook in niet-beschermde secundaire bossen, met name in Midden-Java. In West-Java leeft hij in het Nationaal park Ujung Kulon, het Nationaal park Gunung Halimun en Gunung Salak, het Nationaal park Gunung Gede Pangrango, Telaga Warna, Gunung Papandayan, Gunung Buangrang, Gunung Tilu, Gunung Simpang, Gunung Wayang en Sangga Buana. In Midden-Java omvat het verspreidingsgebied het Diengplateau en Gunung Slamet.
Klimaat en hoogte beperken het verspreidingsgebied van de zilvergibbon op Java. De soort komt voor in laaglandbossen en submontane regenwouden met hoge bomen en komt niet voor in mangrovebossen. De soort wordt slechts zelden aangetroffen op hoogten boven 1.600 m, maar kan zich af en toe wagen in gebieden tot 2.400 m, zoals werd waargenomen op Gunung Pangrango. Zo ver boven zeeniveau zijn de veel lager in het zogenoemde montaan regenwoud, waar voor de zilvergibbon niet voldoende voedsel en beschutting is. Ten oosten van 110° oosterlengte zijn de delen van het eiland aanzienlijk droger en is het klimaat meer seizoensgebonden dan in de westelijke delen van het eiland en bieden daardoor geen geschikt habitat voor de soort.

## Waardering en Behoud
De zilvergibbon is een bekend dier in plattelandsgemeenschappen op Java en is het onderwerp van talloze mythen en lokale folklore. Zo zouden deze dieren afstammen van mensen die ooit werden verbannen om in het bos te leven. Ook wordt de zilvergibbon het vermogen toegeschreven in luipaarden te kunnen veranderen. In de buurt van het Ujung Kulon National Park wordt aangenomen dat op basis van de zang het weers kan worden voorspeld. Over het algemeen wordt de zoilvergibbon gezien als een goedaardig en nobel dier, wiens aanwezigheid in de bossen wordt gewaardeerd. Het kwaad doen ervan is taboe in sommige gemeenschappen, maar andere gemeenschappen jagen op gibbons voor voedsel en sport. In het hele verspreidingsgebied worden jongen illegaal als huisdier gehouden. Deze praktijk dateert al ten minste uit de late 18de eeuw, toen de soort bekend werd in de westerse wereld in de nasleep van de Nederlandse kolonisatie van Java. Tot op de dag van vandaag vormt de handel in huisdieren nog steeds een belangrijke bedreiging voor de soort op Java.
Java is een dichtbevolkt eiland, en het grootste gedeelte van het oorspronkelijke leefgebied van de zilvergibbon is gekapt. Hierdoor wordt de soort bedreigd. In 2004 werd geschat dat de grootste populatie hoogstens 500 dieren bevatte en dat er in totaal 4 tot 5000 dieren over waren, verspreid over 15 locaties. In 2008 werd de totale populatie geschat op minder dan 2500 dieren en dat geen enkele deelpopulatie uit meer dan 250 volwassen dieren bestaat. De meest recente schattingen suggereren dat er tussen de 2.600 en 4.200 exemplaren in het wild leven. Het Gunung Halimun-Salak National Park herbergt de grootste populatie van ongeveer 900-1.220 exemplaren. Het Diengplateau (492-881 exemplaren), Gunung Gede-Pangrango (347-447 exemplaren) en Ujung Kulon National Park (300-560 exemplaren) herbergen ook wat grotere subpopulaties. De totale populatie neemt af. Door dit betere onderzoek is bekend geworden dat het dier niet de status ernstig bedreigd (kritiek) verdient, de zilvergibbon voldoet wel aan de criteria voor bedreigd. Dit wil echter niet zeggen dat de bedreigingen minder zijn geworden; deze verandering van status kwam alleen omdat de populatieschattingen nauwkeuriger werden.